# Neugotische Friedhofskapelle Odenkirchen

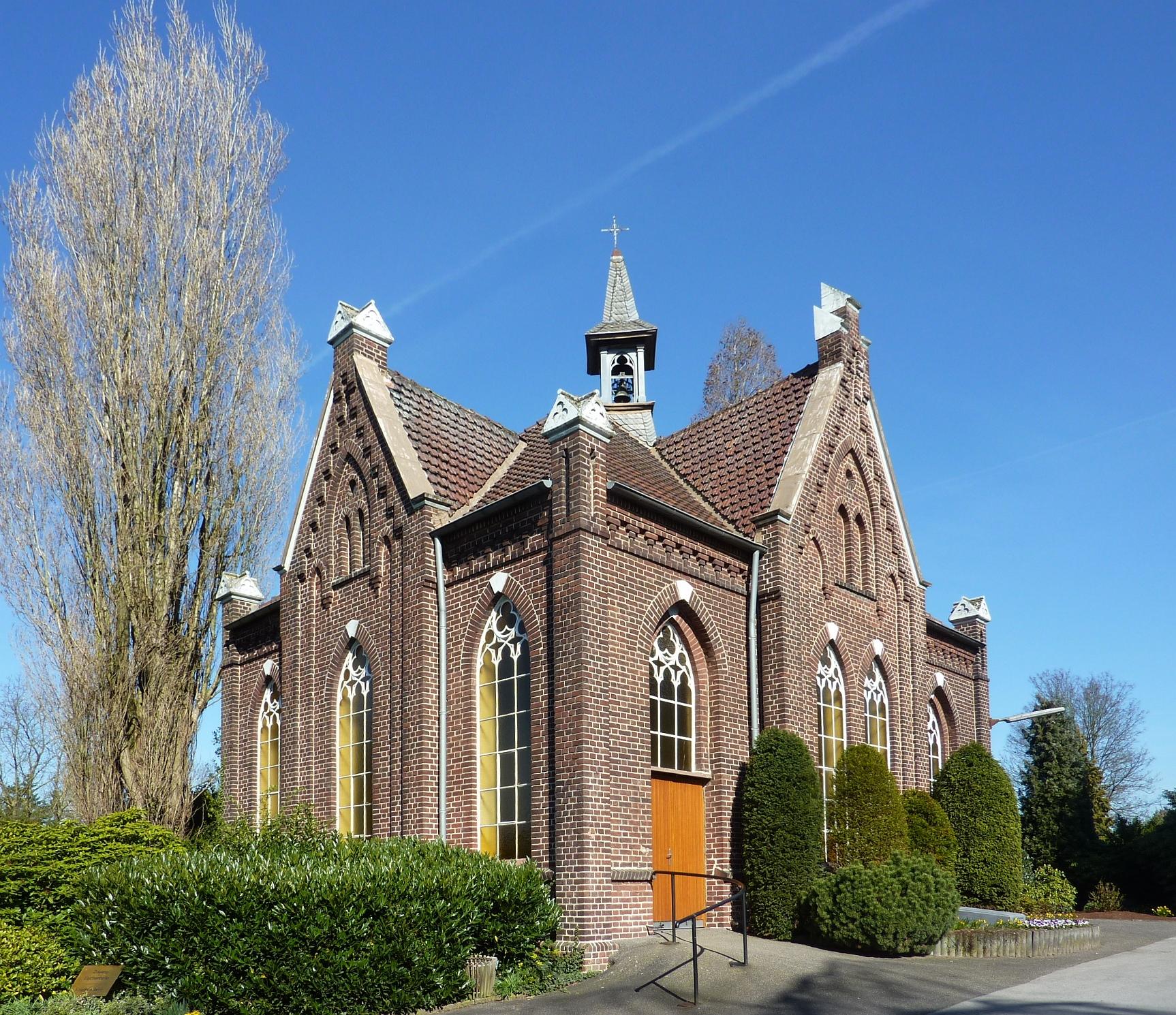
Die neugotische evangelische Friedhofskapelle Odenkirchen (2017)

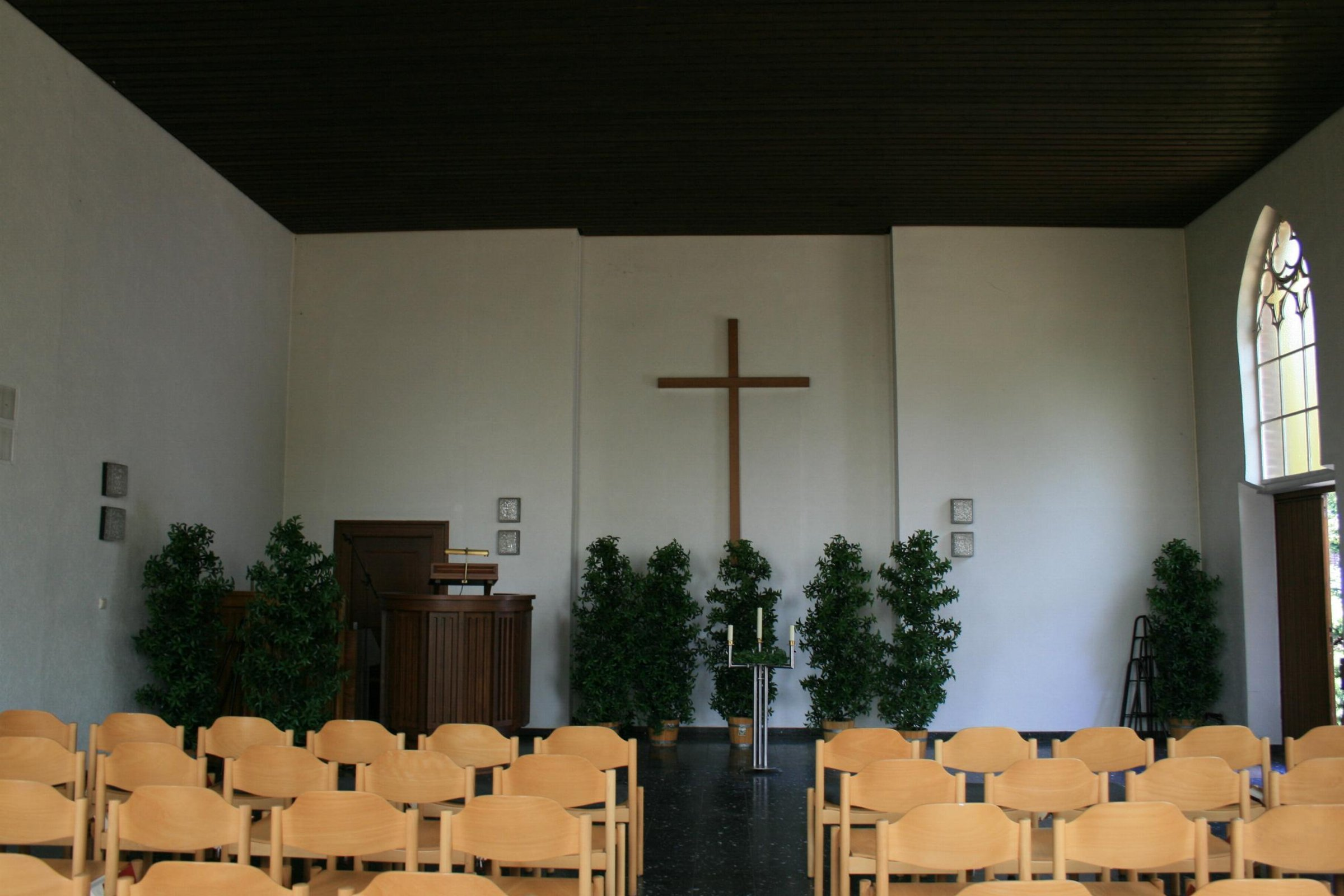
Inneres (2010)

Die Neugotische Friedhofskapelle Odenkirchen steht im Stadtteil Odenkirchen in Mönchengladbach (Nordrhein-Westfalen), Kirchhofstraße 42.
Das Gebäude wurde 1900 als Ersatz für die zu klein gewordene alte Friedhofskapelle erbaut. Es wurde unter Nr. K 081 am 14. März 1990 in die Denkmalliste der Stadt Mönchengladbach eingetragen.

## Lage
Die Kapelle liegt am Nordwestrand des evangelischen Friedhofs von Odenkirchen.

## Architektur
Es handelt sich um einen kubischen Bau über quadratischem Grundriss unter einem Walmdach. Mittelaxial eingeschoben je ein nur gering vorgezogenes „Mittelschiff“. Diese bilden einen kreuzförmigen Grundriss.
Das Mittelschiff an der Ostseite mit zwei Lanzettbogenfenstern unter gestaffelten, spitzbogigen Blendfenstern, flankiert von gemauerten Wandvorlagen bzw. unter innenseitig getreppter Wandvorlage des schräg aussteigenden, mit einem rudimentären Staffelgiebel bekrönten Kranzgesimses. Seitlich je ein Lanzettbogenfenster mit doppelflügeligem Zugang zur Totenhalle.